# Willi Meurer
Wilhelm "Willi" Meurer (10 de setembro de 1915 — 29 de setembro de 1981) foi um ciclista alemão, que competiu nas provas de estrada individual e por equipes nos Jogos Olímpicos de Berlim 1936, mas não conseguiu terminar em ambas as corridas.